# Hettesheimer Ernő
Hettesheimer Ernő (Zombor, 1888. január 16. – Debrecen, 1953. december 20.) középiskolai tanár, tartalékos tüzérségi százados.

## Élete, munkássága
Szülei Hettesheimer Henrik és Jordán Fanni. Középiskoláit szülővárosában végezte. A budapesti tudományegyetemen, ahol az Eötvös József Collegium tagja volt, 1911-ben szerezte meg a magyar-német középiskolai tanári oklevelet, amit később a franciával egészített ki. Egyetemi évei alatt tanult Münchenben és Strasbourgban is. Tanári pályáját 1911-ben kezdte a zombori felsőkereskedelmi iskolában. 1913. január 15-től a debreceni református felsőbb leányiskola (utóbb Dóczi Leánygimnázium) tanára lett. Kezdeményezésére alakult meg a leánygimnázium önképzőköre. 1914-ben magyar irodalomból doktorált. 1914-től frontszolgálatot teljesített, és csak 1918 után tért vissza a katedrára. 1918-ban Fiumében feleségül vette Fazekas Margitot. Házasságukból nem született gyermek. A háborús élmények egész későbbi életére és pedagógiai munkájára meghatározó hatással voltak.
Tanítványai úgy emlékeztek rá, mint aki soha nem szidott meg egyetlen renitens növendéket sem, és a nem megfelelően készülő diáknak sem kellett tőle tartania. Diákjai ha kérték, elmaradt az órán a felelés, és a tanár úr (Monsieur, ahogy szólítani kellett) csak mesélt. Azok közé a tanárok közé tartozott, akikhez bánatukkal is fordulhattak a diákjai. Növendékei sorsát a gimnáziumból való távozásuk után is figyelemmel kísérte, többekkel levelezett, bátorította, tanácsokkal látta el őket.
Nagy kiránduló volt, a leánygimnáziumi növendékeket több tucatszor vitte több napos bükki, ausztriai túrákra a tanév végén. Itt az esti tábortűznél olvasott fel nekik harctéri naplójából. Ekkor értették meg a lányok sokszor gyengeségnek hitt elnézésének okát: „Ennyi borzalom után legyen jó a mi életünk – semmiféle büntetés, legfeljebb enyhe szidás. De tőle ez is jólesett.”
Emellett azonban rendkívüli szakmai felkészültséggel rendelkezett, szaktárgyai nemzetközi eredményeit is figyelemmel kísérte. Nemzetközi kongresszusokon is részt vett, A Modern Nyelveket Tanító Tanárok Egyesületének titkára volt. Felettes hatóságai rendszeresen tankönyvbírálói, szakfelügyelői feladatokkal bízták meg. 1944/45 fordulóján az elmenekült professzorokat helyettesítette a francia és a német tanszékeken, majd az 1945/46-os tanévben a német nyelv lektora volt. A Leánygimnázium igazgatója így jellemezte: „Tanári munkája értékben, minőségben szinte egyedülálló. A modern nyelveknek, különösen a franciának országos viszonylatban is egyik legkiválóbb mestere. Szakvezető munkája súlyát, felelősségét még jobban emeli szociális téren végzett. hivatalos felszólítást soha nem váró munkája.”
37 év szolgálat után, 1948 szeptemberében vonult nyugdíjba, abban az évben, amikor iskolája, a Dóczi Leánynevelő Intézet is elvesztette önállóságát. Helyettesként, óraadóként azonban továbbra is tanított a Kollégium leánygimnáziumában, de magántanítványokat nyugdíjasként is fogadott.

## Emlékezete
Szabó Magda, Kossuth-díjas írónő, aki maga is a Dóczi Leánygimnáziumban érettségizett (1935), Abigél című regényének Kőnig tanár urát mintázta franciatanáráról, akinek alakját a regényből készült tévéfilm-sorozatban Garas Dezső játszotta kiválóan. A Kőnig tanár úr által viselt sál is Hettesheimer Ernő valós alakjáról került a regénybe-filmbe.
Az író egy másik regényében – Für Elise (2002) – is megjelenik Hettesheimer mint Förstler franciatanár, becenevén Franszoa vagy Möszjő. Egyik publicisztikájában – Merszi, Möszjő (2000) – Szabó Magda részletesen bemutatja a franciatanár személyiségét, tanítási módszerét.
Möszjő lassanként olyan lett, mint egy legenda: ez az ember képtelen haragudni, indulatba jönni, ez se fegyelmezni, se büntetni nem tud, ez csak jó, elronthatatlanul jó, gyöngéd és udvarias, mint langyos fürdőben engedtük el magunkat az óráin. Mi álltuk az edzést, kemény trénerek dolgoztak az izmainkon, Möszjő óráin pihentünk, még bosszantani sem volt érdemes, mert mikor megpróbáltuk, úgy tett, mint aki nem veszi észre. Utólag, míg elemzem, riadok meg, milyen kevés valóban jó embert láthattam életemben, hogy nem döbbentem rá idejében: előttem az abszolútum, az emberi ember, aki együtt sír velünk, ha valakit valódi gyász ér, s nem átallja azzal tölteni az idejét, hogy suta tévedéseink gubancát sorra kibogozza. Senkinél nem tanultunk olyan keveset, mint nála, de senkit sem szerettünk olyan gyöngéd, védelmező szeretettel; egy idő múlva megcsináltuk az ideológiát: egy szelíd fiúcskát kaptunk bizományba, nem illik visszaélni komoly erőnkkel, Möszjő az élet általunk túl hamar megismert, kemény és keserves oldalát nem ismeri, hát őrizzük áldott gyanútlanságát. Ma, egy szokatlanul hosszú élet vadászleséről körbepillantva már tudom, abból a titokzatos elixírből, amelyet emberi minőségnek neveznek, senki sem sugárzott annyit maga körül méltatlan közösségünkre. […]
Möszjő nem képtelen, csak nem kíván részt venni hibátlan magatartásunk kialakításában, áldja meg sose büntető kezét az irgalmas Úristen.
És végül Hettesheimer tanár úr, akinek emléke nélkül sosem írtam volna meg az iskolámat egyébként megörökítő, éppen most tévéfilmre kerülő könyvemet, az Abigélt. Hettesheimer Ernő, a turistacsapat vezetője, tartalékos százados, szólítalak a titokzatos közegből, amelynek már te is lakója lettél! Mit adtál a gyerekeknek, mekkora ajándékot, te szabálytalan, szelíd profil a markáns, fekete-fehér arcélek között. Neked lehetett sírni, nemcsak eltűrted, meghallgattad a panaszainkat, neked lehetett hazudni is, elhittél mindent, azt is, hogy nem volt a lecke, amit magad írtál az osztálykönyvbe, te drága oázis abban az egyszerre tüskés, egyszerre termékeny kálvinista sivatagban. […]

Mikor kitört a második világháború, s köröttem ujjongtak a fantáziátlan lelkesek, te jutottál eszembe, s hajdani hangod erősebb volt, mint a szólamok. Úgy, ahogy téged, nem szerettünk senkit, úgy, ahogy rólad, nem beszélünk senkiről, amikor együtt van a régi osztály. Apánk voltál, barátunk, cinkosunk, mentsvárunk, védelmezőnk, néha még bűntársunk is, álkönnyekkel bírtunk rá arra, amit nem akartál megtenni. Most állsz az időben örökre, szorítod Abigél korsóját…
Hettesheimer Ernő unokahúga elküldte az írónak a tanár első világháborús hadinaplóját.
Emlékét ma a Debreceni Református Kollégium Dóczy Gimnáziumában a nevét viselő tanterem őrzi.

## Kitüntetései
- Bronz Signum Laudis
- Ezüst Signum Laudis
- Ezüst Vitézségi Érem
- Károly-csapatkereszt